# Alasmidonta marginata
Alasmidonta marginata es una especie de molusco bivalvo  de la familia Unionidae.

## Distribución geográfica
Se encuentra en América del Norte.